# 日維茨車站
日維茨車站（波蘭語：Stacja Żywiec）是波蘭西里西亞省城鎮日維茨的一座鐵路車站，建於1878年，距離市中心約2公里。車站通過地下通道與附近的公交車站相連。
車站大樓於1945年為德軍所毀，戰後按原建築樣貌重建。